# Ibolyavirágúak
Az ibolyavirágúak (Violales) Perleb (1826) egy zárvatermő növényrend botanikai neve, a hozzá tartozó ibolyafélék (Violaceae) családról kapta nevét. Számos rendszerezés elismeri taxonként, például Cronquisté is – a korszerű, filogenetikus APG rendszer azonban nem ismeri el a Violales rendet; a Violaceae családot a Malpighiales rendbe sorolja. A többi család APG-rendszerbe sorolását lentebb jelezzük.
Az ibolyavirágúak közé fás- és lágyszárú fajokat egyaránt tartoznak. Legtöbb fajuk a trópusokon él; csak kevés hatol el szubtrópusi vagy a mérsékelt övi tájakra – egyebek között éppen a névadó ibolya nemzetség fajai. Virágaik ötkörösek, körönként öttagúak. Lehetnek aktinomorfok, zigomorfok vagy aszimmetrikusak is. A magkezdemények az általában a három termőlevélből összenőtt, egy- vagy többüregű magház falán helyezkednek el (parietális-marginális placentáció). Toktermésük van.

## Családok
- Violales rend
Achariaceae család → Malpighiales rend
Ancistrocladaceae család → Caryophyllales rend
Begoniaceae család (begóniafélék) → Cucurbitales rend
Bixaceae család → Malvales rend
Caricaceae család (dinnyefafélék) → Brassicales rend
Cistaceae család (szuharfélék) → Malvales rend
Cucurbitaceae család (tökfélék) → Cucurbitales rend
Datiscaceae család (sáfránylenfélék) →  Cucurbitales rend
Dioncophyllaceae család →  Caryophyllales rend
Flacourtiaceae család → a Salicaceae család részeként (Malpighiales rend)
Fouquieriaceae család → Ericales rend
Frankeniaceae család → Caryophyllales rend
Hoplestigmataceae család → bizonytalan helyzetű
Huaceae család → eurosids I (alapi helyzetű)
Lacistemataceae család →  Malpighiales rend
Loasaceae család (csalánszulákfélék) →  Cornales rend
Malesherbiaceae család →  Malpighiales rend (opcionálisan a Passifloraceae részeként)
Passifloraceae család (golgotavirág-félék) →  Malpighiales rend
Peridiscaceae család →  Malpighiales rend
Scyphostegiaceae család → a Salicaceae család részeként (Malpighiales rend)
Stachyuraceae család → Crossosomatales rend
Tamaricaceae család (tamariszkuszfélék) → Caryophyllales rend
Turneraceae család →  Malpighiales rend (opcionálisan a Passifloraceae részeként)
Violaceae család (ibolyafélék) → Malpighiales rend

## Külső hivatkozások
- 43. Az ibolyavirágúak rendje Archiválva 2007. július 1-i dátummal a Wayback Machine-ben
- Növénykatalógus